# Supertungvikt i boxning vid olympiska sommarspelen 1984
Resultat från boxning vid olympiska sommarspelen 1984 och herrarnas supertungvikt. De 11 boxarna vägde över 91 kg. Tävlingarna arrangerades i Los Angeles.

## Medaljörer
| Klass         | Guld               | Silver                      | Brons                         |
| Supertungvikt | Tyrell Biggs · USA | Francesco Damiani · Italien | Aziz Salihu · Jugoslavien     |
| Supertungvikt | Tyrell Biggs · USA | Francesco Damiani · Italien | Robert Wells · Storbritannien |

## Resultat

### Första rundan
| Vinnare             | Resultat      | Förlorare              |
| Första rundan       | Första rundan | Första rundan          |
| ------------------- | ------------- | ---------------------- |
| Peter Hussing (FRG) | 5-0           | Olaf Mayer (AUT)       |
| Lennox Lewis (CAN)  | RSC-3         | Mohammad Yousuf (PAK)  |
| Tyrell Biggs (USA)  | 5-0           | Isaac Barrientos (PUR) |

### Kvartsfinaler
| Vinnare                 | Resultat      | Förlorare             |
| Kvartsfinaler           | Kvartsfinaler | Kvartsfinaler         |
| ----------------------- | ------------- | --------------------- |
| Francesco Damiani (ITA) | RSC-2         | Willie Isangura (TAN) |
| Robert Wells (GBR)      | KO-1          | William Pulu (TGA)    |
| Aziz Salihu (YUG)       | 3-2           | Peter Hussing (FRG)   |
| Tyrell Biggs (USA)      | 5-0           | Lennox Lewis (CAN)    |

### Semifinaler
| Vinnare                 | Resultat    | Förlorare          |
| Semifinaler             | Semifinaler | Semifinaler        |
| ----------------------- | ----------- | ------------------ |
| Francesco Damiani (ITA) | RSC-3       | Robert Wells (GBR) |
| Tyrell Biggs (USA)      | 5-0         | Aziz Salihu (YUG)  |

### Final
| Vinnare            | Resultat | Förlorare               |
| Final              | Final    | Final                   |
| ------------------ | -------- | ----------------------- |
| Tyrell Biggs (USA) | 4-1      | Francesco Damiani (ITA) |